# Léonville
La ville de Léonville est située dans la paroisse de Saint-Landry dans l'État de la Louisiane aux États-Unis.
Le Bureau du recensement des États-Unis a recensé 1 084 habitants lors du dernier recensement de l'an 2010 et une superficie communale de 7 km2. La commune jouxte, à l'Est, celle de Grand Coteau. Léonville est située à une quinzaine de kilomètres au Sud-Est de la ville d'Opelousas au cœur de la région de l'Acadiane. La rivière Atchafalaya coule sur sa partie communale orientale.
Le premier nom connu pour ce lieu date de 1776 à l'époque de la Louisiane française et fut la « Prairie des Femmes ». 
En 1821, après la vente de la Louisiane par Napoléon Ier aux Américains, des générations d'enfants furent scolarisés dans la seconde plus grande institution éducative à l'Ouest du fleuve Mississippi, l'« Académie du Sacré-Cœur » fondée par Rose Philippine Duchesne aidée en cela par Madeleine-Sophie Barat, pour la communauté créole et francophone puis l'ensemble des étudiants américains et du monde entier.
En 1863, lors de la Guerre de Sécession, la localité se trouva sur le lieu de la « Bataille du Grand Coteau » ou « Bataille du Bayou Bourbeux ».